# Jebe Noyon
Jebe Noyon (哲别) (morto em 1225) foi um dos maiores generais de Genghis Khan, junto com Subedei, Borchu, Mukhali e outros. Oriundo do clã Besud, o qual vinha da tribo Taichud, que se encontrava sob liderança de Targutai Khiriltug na época de Genghis Khan. Foi um dos lendários "cães de guerra" de Genghis Khan.

## Histórico
De acordo com "A História Secreta dos Mongóis" (um das principais fontes sobre a vida de Genghis Khan, sua família e seus descendentes), quando Genghis Khan atacou sua tribo, Jebe acertou a perna direita de Genghis Khan durante a batalha com uma flecha. Após Genghis Khan derrotar sua tribo, ele voluntariamente confessou que acertou Genghis Khan, e depois disse, que "Se Genghis Khan desejasse me matar, seria sua escolha, mas se podia me deixar vivo, ele poderia servir Genghis Khan de forma leal". Genghis Khan, o qual em empregava soldados muito honestos e leais em seu exército baseado totalmente na cavalaria nômade, acabou poupando-o e por isso, e nesta ocasião, deu-lhe um novo nome, "Jebe", que significa flecha em mongol. Jebe não foi o nome que recebeu após nascer (Zurgadai), mas um apelido baseado neste ocorrido.

## Sob Genghis Khan
No entanto Jebe é mais conhecido por ser um dos melhores e mais leais comandantes de Genghis Khan em suas conquistas. Sua habilidade como general o coloca em um nível tão alto junto com Subedei Bahadur.
Após Jebe conseguir grandes vitórias sobre Kuchlug de Kara-Khitan, o próprio Genghis Khan disse que temia e estava ciente de que Jebe poderia se rebelar contra ele. Quando tais rumores alcançaram Jebe, ele imediatamante retornou de volta aonde estava Genghis Khan e lhe ofereceu 100 cavalos brancos (o mesmo tipo de cavalo que Genghis Khan montava quando Jebe acertou o cavalo) como uma prova de lealdade. Desde então Genghis Khan nunca mais duvidou de Jebe.

## Reide contra a Rússia
Junto com Subedei ele liderou o reide mongol contra o sul da Rússia, após passar pelo norte do Irã e o Cáucaso aonde derrotou exércitos georgianos e armênios. No atual sul da Ucrânia derrotou os exércitos cumanos e russos na Batalha do rio Kalka, aonde os mongóis tinham um efetivo de 25 mil soldados enquanto que os russos tinham 80 mil soldados em seu efetivo. Ainda houve um ataque mal-sucedido contra os búlgaros do Volga, aonde a cavalaria mongol foi emboscada.
Após o término de tal reide, ele veio a falecer em 1225. Ele fez o lendário reide ao redor do Mar Negro, o qual precedeu a conquista da Rússia de Quieve, campanha da qual Subedei também esteve presente. Ainda deixou uma marca enorme na história com suas conquistas na China junto com Mukhali, a Conquista da Ásia Central, e na direção da Europa em Quieve e a Rússia de Quieve.